# Lepista trimenii
Lepista trimenii là một loài bướm đêm thuộc phân họ Arctiinae, họ Erebidae.